# بخش دیئپ
بخش دیئپ (به فرانسوی: Arrondissement de Dieppe) یک بخش در فرانسه است که در سن-ماریتیم واقع شده‌است.